# Oscar-Tietz-Schule
Die Oscar-Tietz-Schule ist ein Oberstufenzentrum im Berliner Ortsteil Marzahn im Bezirk Marzahn-Hellersdorf.  Sie ist nach dem Warenhausunternehmer Oscar Tietz (1858–1923) benannt.

## Geschichte
Das Oberstufenzentrum wurde 1993 aus mehreren Betriebsberufsschulen gegründet. Seit Mai 2008 trägt das Oberstufenzentrum Handel II den Namen Oskar-Tietz-Schule.

## Beschreibung
Die Schule liegt in der Marzahner Chaussee 231 in 12681 Berlin. Sie ist ein Oberstufenzentrum mit dem Schwerpunkt Handel.
Die Oscar-Tietz-Schule ist eines von zwei Berliner Oberstufenzentren für Ausbildungsberufe im Handel.

## Bildungsgänge
An Bildungsgängen existieren die Fachoberschule, Berufsschule, Berufsfachschule sowie die Berufsoberschule.
Zudem gibt es auch die Möglichkeit die allgemeine Hochschulreife abzulegen.

## Persönlichkeiten
- Danny Freymark (* 1983), Politiker